# Szakács László (politikus)
Szakács László (Nagykanizsa, 1975. december 7. –) magyar jogász, politikus. 2006 és 2010, 2014 és 2018 között, valamint 2019 és 2021-ig a Magyar Szocialista Párt országgyűlési képviselője.

## Életpályája

### Tanulmányai
1994-ben a nagykanizsai Batthyány Lajos Gimnázium és Egészségügyi Szakközépiskolában maturált. 2000-ben a Pécsi Tudományegyetem Állam- és Jogtudományi Karának jogász szakán diplomázott.
A típusú középfokú angol nyelvvizsgája van. Német nyelven társalgási szinten tud.

### Politikai pályafutása
2002 és 2006 között Komló alpolgármestere.
2006. május 16. és 2010. május 13. között a Magyar Szocialista Párt országgyűlési képviselője. 2006. május 30. és 2009. április 27. között a Külügyi és határon túli magyarok bizottságának a tagja, majd 2009. április 27. és 2010. május 13. között alelnöke.
2014. május 6. óta újra a Magyar Szocialista Párt országgyűlési képviselője. 2016. július 7. óta a Magyar Szocialista Párt frakcióvezető-helyettese. 2014. május 6. és 2016. szeptember 12. között a Költségvetési, majd a ciklus végéig a Gazdasági bizottság tagja.
2019. december 2-án az MSZP országos listáján szerzett mandátumot Tóbiás József lemondása után. Jelenleg a Törvényalkotási és a Gazdasági bizottság tagja.
Miután 2021. június 16-án az MSZP felfüggesztette a párttagságát. A DK jelöltjeként, a Momentum támogatásával indult a 2021-es magyarországi ellenzéki előválasztáson Pécsett, a Baranya megyei 2. sz. országgyűlési egyéni választókerületben, amit meg is nyert. 2021. június 26-án kizárták a Magyar Szocialista Pártból.